# Röllbach
Röllbach – miejscowość i gmina w Niemczech, w kraju związkowym Bawaria, w rejencji Dolna Frankonia, w regionie Bayerischer Untermain, w powiecie Miltenberg, wchodzi w skład wspólnoty administracyjnej Mönchberg. w paśmie górskim Spessart, około 8 km na północ od Miltenberga.

## Polityka
Wójtem od 2002 jest Rudi Schreck  (CSU). Rada gminy składa się z 13 członków:
|      | CSU | Chrześcijańska Wspólnota Wyborców | Razem     |
| 2002 | 7   | 6                                 | 13 miejsc |